# كأس السوبر الأوروبي 1989
كأس السوبر الأوروبي 1989 جمعت نسخة 1989 في بطولة كأس السوبر الأوروبي ناديً برشلونة الإسباني الفائز بلقب كأس الكؤوس الأوروبية سنة 1989 وإيه سي ميلان الإيطالي المتوج بلقب دوري أبطال أوروبا سنة 1989 وتمكن ميلان من الفوز باللقب بمجموع مباراتي الذهاب والإياب بنتيجة 2-1 .

## التفاصيل

### مباراة الذهاب
| برشلونة                         | 1–1 | ميلان                                    |
| ------------------------------- | --- | ---------------------------------------- |
| أمور 67' · المدرب · يوهان كرويف |     | فان باستن 44'(ر.ج) · المدرب · أريغو ساكي |

### مباراة الإياب
| ميلان                            | 1–0 | برشلونة            |
| -------------------------------- | --- | ------------------ |
| إيفاني 55' · المدرب · أريغو ساكي |     | المدرب يوهان كرويف |